# Delémont
Delémont é uma comuna da Suíça, capital do cantão de Jura. Está situada no distrito de Delémont. Tem 22 km² de área e sua população em 2018 foi estimada em 12.682 habitantes.